# Столиця Любов Микитівна
Любов Микитівна Столиця, до шлюбу Єршова (рос. Любовь Никитична Столица, нар. 17 (29) червня 1884 року, м. Москва — пом. 12 лютого 1934 року, м. Софія) — російська поетеса, прозаїк і драматург.

## Біографія
Любов Єршова народилася в купецькій родині в Москві. У 1902 році із золотою медаллю закінчила Єлисаветинську гімназію. Восени того ж року одружилася з інженером Романом Евстатієвічем Столицею (1879—1935), вступила на історико-філолософське відділення Вищих жіночих курсів, які залишила в 1905 році, після тимчасового припинення занять у зв'язку з січневими подіями[якими?].

## Творчість
З 1906 року публікувала вірші та статті в журналі «Золоте руно», згодом друкувалась в журналах «Сучасний світ», «Сучасник», «Нове вино» та багато інших. ін., випустила поетичні збірки «Раїна» (1908), «Лада» (1912), «Русь» (1915). Основна тема поезії ранньої Столиці — оспівування язичницької Русі, її буйної, неприборканої стихії, а також протиставлення села місту. Вірші Столиці були покладені на музику Р. Глієра, А. Гречанінова, В. Ребікова.
У 1913—1916 роках, на квартирі Любові Столиці та її чоловіка, проводилися літературні вечори під назвою «Золоте Гроно». На вечорах бували Сергій Єсенін, поетеси Софія Парнок, Ада Чумаченко, актриси Віра Юренева і Віра Холодна, письменники Микола Телеш і Микола Клюєв, хірург Петро Герцен і член Державної Думи Михайло Новіков.
З 1916 року Столиця звернулася до драматургії, написавши багатоактну п'єсу «Блакитний килим» для московського Камерного театру. У театральний сезон 1917—1918 нею створено 12 мініатюр для театру «Летюча миша». Брала участь в жіночому русі, їй належить стаття «Нова Єва», присвячена різним типам розкріпаченої жінки. Ця ж тема звучить в її романі у віршах «Олена Дєєва» (1916), написаному за зразком «Євгенія Онєгіна». Героїня поеми, пізнавши всі спокуси великого міста і розчарувавшись у житті та в коханні, подібно кавалерист-дівиці Дуровій, переодягається в чоловічий одяг і, осідлавши коня, вирушає битися на німецький фронт.
В кінці 1918 року Столиця з чоловіком та сином поїхала на південь країни. Провівши два роки на «білому» півдні, в Ростові-на-Дону і Ялті, в 1920 році емігрувала в Салоніки, а у вересні 1921 року — в Болгарію. Велика частина написаного Столицею в Болгарії опублікована в посмертному двотомному зібранні її творів (вірші, в тому числі сформований ще до еміграції четвертий збірник «Лазуровий острів», п'єса «Зірка від сходу» і ін.), деякі твори втрачені (п'ята збірка віршів «Спас», поема «Зоя і Авнер» (1915), п'єси «Тріумф весни» (1918—1921), «Два Алі» (1926), «Рогожська чародійка» (1928) та ін.).

## Смерть
Померла від серцевого нападу. Посмертно вийшла збірка «Голос Незримого», що включив дві поеми: «Голос Незримого» і «Лазор чудовий» (під номерами I і III, згідно з авторським задумом; друга поема залишилася ненаписаною).